# Drika Grundberg
Frederique (Drika) Grundberg, född 18 januari 1870 i Stockholm, död 24 mars 1954 i Alingsås, var en svensk målare.
Hon var dotter till fabrikören Adolf Elbe och Wilhelmina Wahlström och från 1899 gift med hovrättsnotarien Karl Erik Harald Grundberg. Hon studerade målning för Gösta Krehl och Axel Kulle 1888–1889 och vid Konstakademien 1890–1891, samt vid Künstlerinnen Verein i München 1892–1893 och vid en konstskola i Dachau 1893 samt för Bruno Liljefors 1895–1896 samt Det Kongelige Danske Kunstakademi i Köpenhamn  1897. Hon medverkade i Konstföreningens utställningar i Stockholm på 1890-talet samt i utställningar i München. Hennes konst består av stilleben, figursaker och landskap utförda i olja eller akvarell.  